# Comuna Novi Pazar, Șumen
Novi Pazar (în bulgară Нови Пазар) este o comună în regiunea Șumen, Bulgaria, formată din orașul Novi Pazar și 15 sate. 

## Localități componente

### Orașe
- Novi Pazar

### Sate
| - Bedjene - Enevo - Izbul - Jilino - Mirovți | - Pamukcii - Pisarevo - Pravenți - Preselka - Seciște | - Stan - Stoian Mihailovski - Trănița - Voivoda - Zaicino Oreșe |

## Demografie
Componența etnică a comunei Novi Pazar
     Romi (10,19%)
     Turci (23,34%)
     Bulgari (58,48%)
     Nicio identificare (7,62%)
     Altele (0,34%)
La recensământul din 2011, populația comunei Novi Pazar era de 16.879 locuitori. Din punct de vedere etnic, majoritatea locuitorilor (58,48%) erau bulgari, existând și minorități de turci (23,34%) și romi (10,19%). Pentru 7,62% din locuitori nu este cunoscută apartenența etnică.